# 언더테일과 델타룬의 캐릭터

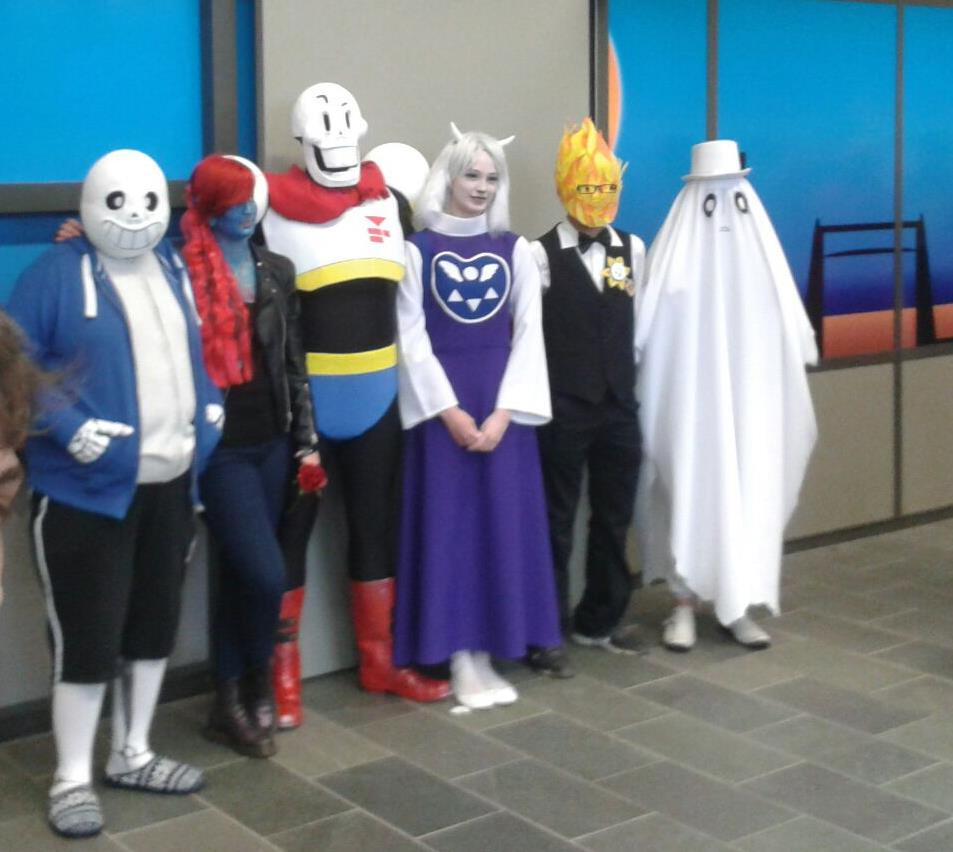
《언더테일》 캐릭터로 분장한 코스플레이어 그룹 (왼쪽에서 오른쪽으로: 산스, 언다인, 파피루스, 토리엘, 그릴비, 냅스탭블룩)

다음은 언더테일과 델타룬의 캐릭터 목록이다.

## 개요
《언더테일》은 토비 폭스가 개발한 판타지 롤플레잉 비디오 게임으로, 한때 인간과 몬스터가 공존했던 세계를 배경으로 한다. 오래전 전쟁 이후, 인간 마법사들에 의해 몬스터들은 지하 세계인 ‘언더그라운드’에 봉인되었고, 현대에는 그 존재조차 잊혀진 상태다. 게임의 주인공은 지상에서 떨어져 이 지하 세계에 도달한 인간 아이로, 몬스터들이 다시 지상으로 나아가기를 바라는 세계에서 다양한 선택과 시련을 마주하게 된다.
《델타룬》은 《언더테일》의 정신적 후속작으로, 제목 또한 Undertale의 철자 순서를 바꾼 아나그램이다. 이 작품은 평행 세계를 배경으로 하며, 일부 동일한 등장인물이 다시 등장하지만 설정은 다르다. 이 세계에서는 인간과 몬스터가 여전히 공존하고 있으며, 주인공 크리스(Kris)는 현실 세계에서 파생된 또 다른 차원인 어둠의 세계를 발견하게 된다. 이 세계에는 빛의 세계(일반 세계)의 물건들이 생명을 얻어 존재하는 '다크너'들이 살고 있다. 크리스는 동료들과 함께 어둠의 분수를 닫아, 현실 세계가 어둠에 잠식되는 것을 막기 위한 여정을 떠난다.
다음은 두 게임에서 등장하는 주요 인물 목록이다. 이들 캐릭터는 유머와 도덕적 선택에 따라 달라지는 입체적인 성격으로 팬들과 평론가들 모두에게 호평을 받았으며, 일부 캐릭터는 게임 내 저장과 같은 시스템 요소를 넘나들며 플레이어와 직접 상호작용하는 연출로도 잘 알려져 있다.

## 《언더테일》과 《델타룬》

### 토리엘과 아스고어
토리엘(Toriel)은 지하 세계에 떨어진 인간 주인공이 처음으로 마주치는 인물 중 하나로, 폐허(Ruins) 지역에 거주하는 염소를 닮은 강력한 몬스터다. 과거에는 지하 세계의 여왕이었으며, 왕인 아스고어(Asgore)와 혼인 관계에 있었다. 두 사람 사이에는 아스리엘(Asriel)이라는 자식이 있었지만, 인간과의 사건으로 인해 목숨을 잃는다. 이 비극은 인간의 영혼을 모아 장벽을 없애려던 시도에서 비롯되었으며, 이후 아스고어는 스스로 인간의 영혼을 모으기 시작한다. 이에 반발한 토리엘은 왕을 떠나 혼자 살게 된다.
주인공이 지하 세계로 떨어졌을 때, 토리엘은 그들을 보호하려 하며 자신의 집으로 데려가 안정을 취하게 한다. 그러나 외부로 나가려는 주인공의 의지와, 그들이 아스고어에게 해를 입을까 걱정하는 토리엘의 마음은 충돌하게 된다. 결국 그녀는 주인공의 결정을 존중하고 떠나도록 허락한다. 주인공은 지하 세계를 여행하며 결국 아스고어와 마주하게 되는데, 특정 조건이 충족되면 토리엘이 그 싸움에 개입해 평화로운 결말, 즉 몬스터들이 자유를 얻는 '평화주의 엔딩'으로 이어진다.
《델타룬》에서는 주인공 크리스(Kris)가 토리엘과 함께 살고 있으며, 그녀는 학교 교사로 등장한다. 아스고어는 그들과는 별도로 꽃가게를 운영하며 살아가고 있다.

### 아스리엘 드리무어
《언더테일》에서 아스리엘 드리무어는 지하 세계의 고(故) 왕자이며, 입양된 인간 형제인 카라(Chara)의 설득에 따라 지상에서 여섯 개의 인간 영혼을 모으려는 계획에 참여하게 된다. 그는 카라의 영혼을 흡수한 뒤 지하 세계를 떠났으나, 인간들로부터 카라의 살인자로 오해를 받고 공격을 받는다. 이에 저항하지 않고 그대로 희생되며 생을 마감한다.
이후 아스리엘은 감정과 공감 능력을 잃은 상태로 ‘플라위(Flowey)’라는 존재로 다시 태어난다. 게임의 '진 평화주의 루트'에서는 플라위가 성숙한 아스리엘의 모습인 ‘초월사신’으로 변모하여 마지막 보스로 등장한다. 플레이어와의 대결에서 패한 뒤, 플라위는 다시 어린 시절의 아스리엘 모습으로 돌아가 일시적으로 감정과 공감을 되찾게 된다.
이 전투는 게임 내에서 감정적 긴장감이 최고조에 달하는 장면으로, 음악, 연출, 그리고 동료를 구해야 하는 전개가 어우러져 많은 호평을 받았다. 감정적으로 깊은 여운을 남기는 결말로, 플레이어들 사이에서도 인상적인 명장면으로 평가된다.
한편 《델타룬》에서는 아스리엘이 주인공 크리스(Kris)의 형으로 등장하지만, 현재는 대학에 진학하여 집을 떠난 상태이며 게임 내에서 직접 등장하지는 않는다.

### 파피루스와 샌즈
파피루스와 샌즈는 《언더테일》에 등장하는 해골 형제로, 인간을 포획하려는 엉뚱한 계획으로 유명하다. 두 캐릭터의 이름은 각각 널리 비난받는 글꼴인 ‘파피루스’와 ‘코믹 산스’에서 따온 것으로, 대화문에 이들 글꼴을 사용하는 특징이 있다.
파피루스는 자만심이 강하지만 다소 능력은 부족한 편이며, 언다인에 따르면 “꽤 강한” 인물이다. 그는 퍼즐과 파스타를 좋아하며, 왕실 근위대에 들어가기를 간절히 바란다. 그러나 친절하고 쾌활한 성격으로, 누구나 노력하면 선해질 수 있다고 믿는다.
샌즈는 영리하고 느긋한 성격의 장난꾸러기로, 농담과 말장난을 즐긴다. 토리엘과는 말장난을 좋아하는 공통점으로 친밀한 관계를 맺는다. 또한 샌즈는 종종 ‘4차원 벽’을 깨뜨리는 듯한 연출로 플레이어와 소통하기도 한다.
《언더테일》의 ‘학살 루트’에서 샌즈는 최종 보스로 등장한다. 그는 겉보기와 달리 게임 내 전투 시스템을 완벽히 다루는 뛰어난 전투 능력을 지니고 있다. 비록 체력은 약하지만 ‘카르마(Karma)’라는 독특한 메커니즘을 활용해 시간당 더 큰 피해를 입히며, 빠른 속도로 플레이어의 공격을 회피한다. 이 전투의 배경음악 ‘메갈로바니아(Megalovania)’는 인터넷 밈으로도 널리 알려져 있다.
게임 내에서 토리엘, 언다인, 메타톤이 사망하고 파피루스만 살아남으면, 파피루스가 지하 세계의 지도자가 되고 샌즈는 뒤에서 지하 세계의 안정을 위해 힘쓴다. 파피루스는 자신에게 맡겨진 책임에 대해 긴장하며, 플레이어가 다른 주요 인물들을 죽였다는 사실을 알지 못하거나 부정하고 있다.
《델타룬》에서는 샌즈가 ‘Sans’라는 이름의 식료품점을 운영한다. 이 가게는 외관상 《언더테일》의 ‘그릴비’ 술집과 비슷하지만 ‘Grillby’라는 글자가 지워져 있다. 2장에서는 크리스와 수지와 대화할 때 자신을 ‘청소부’라고 부르지만, 실질적으로는 주인과 계산원 역할도 겸하고 있다.
파피루스는 직접 등장하지 않지만, 샌즈가 형제가 있다고 언급하는 점과 샌즈 집 밖에 있는 설명 문구에서 파피루스의 대표 전투 음악 ‘본트러슬(Bonetrousle)’이 언급되는 것으로 미루어 보아 여전히 존재하는 것으로 추정된다.

### 언다인
《언더테일》에서 언다인은 아스고어 왕의 왕실 근위대장으로, 토리엘이 사망하거나 플레이어가 충분한 몬스터를 처치할 경우 지하 세계의 지도자가 된다. 그녀는 인간형에 물고기와 같은 외형적 특징을 지닌 캐릭터이다. 처음에는 위협적인 모습으로 등장하지만, 전투 중에는 다소 서툰 행동을 보이는데, 이는 그녀가 인간 세계를 묘사한 애니메이션에서 영감을 받은 것이다.
언다인은 ‘결의’라 불리는 특수한 힘을 소량 지니고 있어, 이를 통해 죽음 이후에도 버틸 수 있는 힘을 발휘한다. 이 결의는 그녀의 연인인 알피스가 몬스터나 꽃 같은 생명체에 주입하는 실험을 진행한 결과로 추측된다. 이는 플라위의 탄생과도 관련이 있다.
아스고어가 살인을 저지른 데 대해 후회하는 반면, 언다인은 인간에 대한 깊은 증오심을 품고 있어 주저 없이 인간을 죽이려 한다. 다만, 주인공과 친해질 경우 이러한 적대감은 완화된다.
한편 《델타룬》에서는 아스고어가 해임된 후, 언다인이 마을의 경찰서장 자리를 맡게 된다.

### 알피스
《언더테일》에서 알피스는 아스고어 왕의 왕실 과학자이며, 언다인(Undyne)의 연인이다. 그녀는 수줍음 많고 내성적인, 도마뱀을 닮은 몬스터로, 자존감이 낮으며 오타쿠 기질이 강하다. 왕실 과학자 자리를 얻기 위해 아스고어가 자신을 인공 영혼을 창조할 수 있는 인물로 믿게 하려고 메타톤(Mettaton)의 로봇 몸체를 제작했다. 알피스는 주인공이 고장 난 메타톤과 싸우도록 도와 신뢰를 얻으려 하지만, 실제로 메타톤은 알피스를 돋보이게 하기 위해 연기를 하고 있었던 것으로 밝혀진다. 그녀는 이전 왕실 과학자였던 W.D. 가스터의 후계자이다.
진 평화주의 루트(True Pacifist Route)에서는 알피스가 의식불명 상태의 몬스터들에게 ‘결의’를 실험했으나, 이로 인해 몬스터들이 융합된 ‘암알가메이트(Amalgamates)’라는 생명체가 탄생했음을 알 수 있다. 그녀는 이들을 ‘트루 연구소(True Lab)’에 가두고 있으며, 이 공간은 오직 진 평화주의 루트에서만 접근 가능하다. 그곳에서 자신의 비밀을 털어놓고 자존감을 회복하려는 결심을 드러낸다.
학살 루트가 중단된 후 언다인 다음으로 지하 세계를 이끄는 인물이 되며, 언다인이나 메타톤이 죽는 엔딩에서는 자살한 것으로 암시된다.
한편, 《델타룬》에서는 크리스(Kris)의 학교에서 교사로 재직 중이며, 수지(Susie) 앞에서는 긴장한 모습을 보인다.

### 메타톤
《언더테일》에서 메타톤은 지하 세계의 유일한 스타이자 로봇 연예인으로, 다양한 텔레비전 프로그램을 진행하며, 그를 테마로 한 상품, 브랜드, 그리고 핫랜드(Hotland)의 호텔이 존재한다. 그는 자아도취적인 성격의 명예욕 강한 인물로, 인간의 영혼을 얻어 지상으로 올라가 인간 세계에서 유명인이 되고자 한다. 이를 위해 알피스를 속여 주인공이 ‘코어’에 도달하도록 돕게 하여, 주인공을 죽이려는 계획을 꾸민다. 이 과정에서 알피스를 영웅으로 보이게 하려는 속셈도 드러난다.
버려진 집의 일기들을 통해 밝혀진 바에 따르면, 메타톤은 원래 유령이었으며 자신만의 완벽한 몸을 갖기를 꿈꾸었다. 그러던 중 알피스와 친구가 되어 그녀가 자신의 몸을 제작해 주었고, 이로 인해 아스고어가 그를 인공 영혼으로 착각하게 되었다. 하지만 이 과정에서 친척인 냅스터블룩(Napstablook)을 떠나보내야 했다.
학살 루트에서는 메타톤이 ‘메타톤 네오’라는 강력한 형태로 변신하지만, 플레이어가 단 한 번의 공격으로 그를 쓰러뜨릴 수 있다.
진 평화주의 루트에서는 냅스터블룩과 재회하여 그가 메타톤의 사운드 믹서 역할을 맡는다.
토리엘과 언다인이 죽고 메타톤만 살아남을 경우, 그는 지하 세계의 독재자가 되어 자신의 인격 숭배 체제를 구축하고, 자신을 숭배하지 않는 이들을 ‘사라지게’ 만든다. 이 과정에서 샌즈와 파피루스(선택적으로)가 그의 경호원 역할을 한다.
한편 《델타룬》에서는 메타톤이 직접 등장하지 않지만, 냅스터블룩의 집 문 뒤에 있는 유령이 메타톤일 것이라는 암시가 강하게 나타난다.

### 냅스터블룩
《언더테일》에서 냅스터블룩(Napstablook)은 메타톤(Mettaton)의 사촌이며, 내성적이고 조용한 성격의 유령이자 DJ이다. 주인공은 게임 초반부에서 그와 싸우게 되며, 이후 세 번째 지역에 위치한 그의 집에서 친구가 될 수도 있다.
《델타룬》에서는 언다인(Undyne)과 함께 경찰관으로 일하고 있으나, 주인공이 말을 걸기 전까지 마을의 모든 범죄자들이 탈출한 사실을 눈치채지 못한다.

### 매드 더미/매드 뮤 뮤
매드 더미는 《언더테일》의 워터폴 지역에 사는 유령으로, 냅스터블룩과 메타톤의 사촌으로 추정된다. 그는 자신의 더미 인형 몸으로 육체를 얻고자 하며, 학살 루트에서 이를 성공하여 ‘글래드 더미’가 된다. 워터폴의 좀 더 인구가 많은 지역에 도달하기 전에 그와 싸우게 된다.
닌텐도 스위치 및 엑스박스 이식판에서는 더미 대신 알피스(Alphys)의 연구실에서 인기 애니메이션 ‘뮤 뮤 키시 큐티(Mew Mew Kissy Cutie)’의 주인공 인형을 훔쳐, 자신이 진정한 모습이라 믿으며 ‘매드 뮤 뮤(Mad Mew Mew)’라는 이름을 사용한다. 닌텐도 스위치 버전에서는 평화주의 루트(Pacifist run)에서 파피루스(Papyrus)의 싱크대 아래를 조사할 경우, 매드 뮤 뮤가 인형과 합체하려는 시도로 플레이어와 싸우게 된다. 이 전투는 닌텐도 스위치의 조이콘(Joy-Con) 컨트롤러를 활용한 독특한 ‘소울 모드’로 진행된다. 평화주의 엔딩에서는 전투 여부와 관계없이 언다인(Undyne)의 집 밖에 매드 뮤 뮤가 등장한다. 이후 다른 이식판에서는 플레이어의 개입 없이 이미 인형과 합체한 상태로 나온다.
한편, 《델타룬》 2장에서는 직접 등장하지 않지만, 메타톤과 같은 집에 있는 유령일 가능성이 암시된다.

## 《언더테일》에서만 등장하는 캐릭터

### 프리스크
프리스크는 지상 세계 출신의 어린이로, 《언더테일》의 주요 플레이어블 캐릭터이다. 지하 세계에 떨어진 후 탈출할 방법을 찾기 위해 모험을 시작한다. 플레이어는 주인공의 이름을 직접 지을 수 없으며, 게임 초반에 ‘떨어진 인간(fallen human)’의 이름을 묻는 방식으로 혼동을 유발한다. 진 평화주의 루트(True Pacifist Route)에서는 ‘떨어진 인간’이 프리스크와 외모가 비슷하지만 수년 전에 도착한 다른 인물임이 밝혀진다.
프리스크는 중성적인 외모를 지녔으며, 말이 없는 주인공으로서 그들의 출신과 정체는 모호하게 유지된다. 만약 플레이어가 떨어진 인간의 이름을 ‘프리스크’로 정하면, 더욱 강력한 몬스터들과 회복 아이템이 적게 등장하는 ‘하드 모드’가 시작된다.

### 차라
차라 또는 ‘떨어진 아이’는 인간 세계 출신으로, 게임의 사건 이전에 토리엘과 아스고어에 의해 맡겨진 아이이다. 플레이어가 이름을 정할 수 있지만, 이름 짓기 화면에서는 ‘진짜 이름’으로 지칭된다. 카라는 ‘불행한’ 이유로 에보트 산을 오른 것으로 전해지며, 인간을 혐오하였다.
카라는 양형제인 아스리엘(Asriel)에게 자신이 죽음으로써 여섯 개의 인간 영혼을 모으는 계획을 전했고, 아스리엘이 그 영혼을 흡수해 둘이 하나가 되어 지하 세계를 탈출하려 했다. 두 존재의 의식은 나뉘었으며, 카라는 빈 인간의 육체를 함께 데려가기로 결정했다. 카라의 마을에 도착했을 때, 인간들은 아스리엘이 카라를 죽였다고 오해하고 공격했다. 아스리엘은 카라가 인간들에게 ‘전력’을 사용하려는 의도를 저지했으나, 결국 두 존재 모두 죽음을 맞이했고 카라는 유적지에 묻혔다.
게임의 학살 루트에서는 카라가 영혼 없는 악마적 존재로 부활하여 세상을 지우려 하며, 스스로를 ‘이름을 부르는 자에게 오는 악마’라 칭한다.

### 플로위
플로위는 처음에는 친절한 척하지만, 사실은 냉혹한 사회병자이며 ‘죽이거나 죽임을 당하라’는 철학을 지닌 존재이다. 그는 플레이어 캐릭터처럼 저장과 불러오기 기능을 사용하여 우주의 법칙을 무시할 수 있는 능력을 갖고 있었다. ‘포토샵 플로위’ 또는 ‘오메가 플로위’라 불리는 강력하고 기괴한 형태가 《언더테일》의 중립 루트에서 최종 보스로 등장한다.
중립 루트에서 포토샵 플로위와의 싸움 후 그를 살려두면, 자신이 사랑하는 이들을 죽이겠다고 위협하면서도 플레이어의 친절을 이해하지 못한다고 말하며, 더 나은 결말을 위한 조언을 건넨다. 그는 지하 세계의 고(故) 왕자 아스리엘 드리무어의 환생임이 밝혀진다.
플로위는 언다인과 마찬가지로 결의를 지니고 있는데, 이는 알피스가 아스고어의 첫 번째 황금 꽃 중 하나에 주입한 실험의 결과이다. 그는 세 가지 루트 모두에서 마지막 적으로 등장한다.

### W. D. 가스터
W. D. 가스터는 흔히 ‘닥터 가스터’ 또는 단순히 ‘가스터’로 불리며, 이전에 지하 세계의 로열 사이언티스트를 역임하였다. 그는 지하 세계의 에너지 시스템인 코어(CORE)를 창조하였다. 갑작스럽고 신비로운 실종 이후, 알피스가 그의 자리를 이어받았다.
가스터의 존재는 게임 내에 거의 숨겨져 있으며, 직접적으로 언급되는 경우는 드문 이스터 에그나 데이터 마이닝을 통해 발견되는 내부 데이터에 한정된다. 게임 내에서 거의 모습을 드러내지 않음에도 불구하고, 그의 존재에 관한 미스터리는 많은 팬들의 관심을 불러일으켰다.
델타룬(Deltarune)에는 아직 직접 등장하지 않았으나, 여러 암시들이 그가 게임의 전체 이야기와 깊게 연관되어 있음을 시사한다. 1장 시작 부분과 1장 게임 오버 화면, 그리고 4장 마지막에 플레이어에게 말을 거는 신비로운 목소리가 W. D. 가스터와 매우 유사한 방식으로 대화하며, 팬들 사이에서는 그가 아닐까 하는 추측이 많다.

## 《델타룬》에서만 등장하는 캐릭터

### 라이트너

#### 크리스
크리스(Kris)는 양성적이고 내성적인 십대 인간으로, 드리머 가족에게 입양되었으며 게임의 주인공이다. 크리스는 장난꾸러기 같은 성격을 지닌 인물로 묘사되며, 다른 이들에게는 다소 문제를 안고 있는 청소년으로 비춰진다.
크리스는 플레이어가 조종하는 캐릭터이지만, 크리스라는 인물과 그 몸을 조종하는 플레이어는 별개의 존재로 구분된다. 보통 크리스는 플레이어의 입력을 받아 움직이는 붉은 영혼을 통해 조종되지만, 필요에 따라 플레이어의 조작이 다른 캐릭터로 넘어가기도 한다. 다른 등장인물들은 플레이어가 조종할 때 크리스 본래의 성격이 사라진 것을 자주 언급하며, 두 챕터 전반에 걸쳐 크리스가 플레이어의 영향력 밖에서 자신의 생각과 감정을 가지고 있으며 때로는 플레이어의 선택과 정면으로 배치되기도 한다는 점이 암시된다.
크리스는 자신의 영혼을 일시적으로 몸에서 떼어내어 플레이어의 조작을 벗어나 자유 의지를 행사할 수 있다. 1장 엔딩에서는 크리스가 영혼을 새장에 던져 넣으며, 이때부터 플레이어는 갇힌 영혼을 조작하게 되고 크리스 본인은 움직이지 않는다. 2장 끝에서는 플레이어의 조작을 받지 않을 때 크리스가 어둠의 샘을 만든 모습이 드러난다.
비밀 루트인 '스노우그레이브’에서는 플레이어가 크리스를 조종해 노엘을 이용해 버들리와 많은 다크너들을 치명적으로 얼려버리도록 만든다. 이 루트의 마지막 보스인 스팸톤 네오 전투, 그리고 '노멀’ 루트의 숨겨진 보스전에서 영혼은 노란색으로 변하며 《언더테일》의 메타톤 EX 보스전에서와 같은 노란 영혼으로 공격을 발사할 수 있다.

#### 수지
수지(Susie)는 보라색 용과 같은 외모를 가진 학생으로, 강인하며 투박하고 씩씩한 성격과 태도를 지녔다. 플레이어의 주요 파티 멤버 중 한 명이며 도끼를 무기로 사용한다. 처음에는 공격적이고 자비를 베풀거나 친구가 되는 것을 꺼리지만, 1장을 거치면서 점차 부드러워지고, 2장에서는 더욱 친근하고 활기찬 모습으로 변한다. 1장 동안 랜서와 크리스와 친해지며, 특히 크리스와는 각별한 사이가 된다. 반면, 랄세이에게는 장난스럽게 냉소적인 태도를 보인다.

#### 노엘 홀리데이
노엘 홀리데이(Noelle Holiday)는 순한 성격의 학생으로, 의인화된 순록과 비슷한 외모를 가지고 있다. 크리스와는 어린 시절부터 친구이자 같은 반 친구이며, 수지를 좋아하는 마음을 품고 있다. 2장에서 플레이어의 파티에 합류한다. 어둠의 세계에서는 흰색 로브를 입고 마법에 능숙하다. '아이스쇼크’라는 마법을 사용해 적을 얼릴 수 있으며, 특정 조건을 만족하면 '스노우그레이브(Snowgrave)’ 루트가 시작된다. 이 루트에서는 버들리가 얼음에 갇히고, 노엘은 플레이어의 복종하는 추종자가 된다. 그녀에게는 '데스’라는 별명을 가진 누나가 있는데, 이는 12월(December)의 약칭으로 추정된다. 누나는 언급만 될 뿐 실제로는 등장하지 않으며, 실종되었거나 사망한 것으로 암시된다.

#### 버들리
버들리(Berdly)는 의인화된 푸른새를 닮은 학생으로, 2장에서 처음에는 거만하고 자신만만한 모습으로 등장하며 크리스의 라이벌 역할을 한다. 하지만 이후에는 크리스와 동맹이 된다. 동맹이 되기 전에는 칭찬을 갈구하는 거만한 태도를 보였다. 만약 플레이어가 노엘을 조종해 '스노우그레이브’ 루트에서 버들리를 얼려버리면, 그는 반응을 멈추고 분수가 봉인된 후에도 빛의 세계에서 깨어나지 않는 것으로 보인다.

### 다크너

#### 랄세이
랄세이(Ralsei)는 다크 월드의 왕자로, 1장에서 녹색 로브와 마법사 같은 모자를 쓰고 그림자에 가려진 모습으로 등장한다. 그는 크리스에게 다크 분수들이 가져올 위협에 대해 알리며, 온순하고 다정한 성격으로 적들과 평화롭게 대처할 것을 권한다. 모자를 벗으면 아즈리엘을 닮은 모습이 드러나며, 두 이름이 아나그램 관계임이 확인된다.

#### 랜서
랜서(Lancer)는 1장의 미니보스로, 스페이드 잭 카드가 의인화된 캐릭터이다. 그는 주인공들과 친구가 되어 2장에서도 계속 등장한다. 그는 1장의 최종 보스인 킹의 아들이며, 아버지의 인정을 받기 위해 영웅들을 막으려 하지만 능력은 부족하다. 수지와 점차 쌓아가는 우정이 그가 아버지에 맞서 반란을 일으키게 되는 계기가 된다.

### 챕터 1

#### 제빌
제빌(JEVIL)은 《델타룬》 1장에 등장하는 다크너로, 의인화된 조커 카드 캐릭터이다. 그는 전직 궁정 광대로, 시움과 파트너였으나, 알 수 없는 인물과의 사건 이후 광기에 빠져 감금되었다. 제빌은 자신의 세계를 단지 하나의 게임으로 여기며, 그 안의 모든 존재를 게임의 일부로 인식하게 되었고, 이로 인해 시움도 비슷한 허무주의적 시각을 갖게 되었다. 감옥에 갇혀 있음에도 불구하고, 그는 다른 다크너들이 스스로를 감금했다고 믿으며 자신만이 유일하게 자유로운 다크너라고 생각한다. 해방된 후, 그는 파티에게 '게임'이라며 전투를 도전하고, 1장의 슈퍼보스로 등장한다.

#### 룰스 카아드
룰스 카아드(Rouxls Kaard)는 1장의 후반, 카드 성에 도달하기 전까지 룰스 카아드는 언급만 될 뿐 직접 등장하지 않는다. 평원 스테이지에서 직소 조는 자신들이 원래 왕국의 퍼즐 제작자였지만, 왕이 권력을 잡은 이후 퍼즐 제작자들을 해고하고 룰스 카아드만을 등용했다고 언급한다.

#### 왕
왕(King)은 1장의 최종 보스로, 스페이드 왕 카드가 의인화된 캐릭터이자 란서의 아버지이다. 원래 카드 왕국을 다스리던 네 명의 왕 중 하나였으나, 나이트가 다크 월드에 와서 그들을 몰아내고 킹을 권력의 자리에 앉혔다. 그는 신하나 가족에게 거의 관심이 없는 폭군으로 묘사되며, 나이트에게 맹목적으로 충성한다. 또한 빛의 존재들(라이트너)이 자신을 버린 것에 대한 보복으로 빛의 세계를 정복하려는 계획을 세우고 있다. '카오스 킹’ 또는 '스페이드의 왕’으로도 불린다.

### 챕터 2

#### 퀸
퀸(Queen)은 2장의 주요 적이자 최종 보스로, 로봇이자 의인화된 노트북 컴퓨터이다. 그녀는 여러 차례 파티를 포획하려 하지만, 악의가 없고 대체로 친근하며 다소 괴짜 같은 성격이다. 본명은 "Serial Number Q5U4EX7YY2E9N"이며, 거대한 로봇인 GIGA 퀸을 조종한다. 란서의 양어머니이지만, 생물학적 어머니인지 여부는 불분명하다.

#### 스팸톤 G. 스팸톤
스팸톤 G. 스팸톤(Spamton G. Spamton)은 2장에 등장하는 의인화된 스팸봇 다크너로, 마리오네트(인형)를 닮았다. 그는 스팸 이메일처럼 괴상하고 암호 같은 영어를 구사하며, 문장 사이사이에 대괄호로 묶인 마케팅 키워드를 자주 사용한다. Spamton은 중고차 세일즈맨 같은 성격을 지니고 있으며, 자신이 'BIG SHOT’이 되기를 집착적으로 원한다. 그는 자신과 크리스가 어떤 면에서 비슷하며 자신도 갇혀 있다고 말하곤 한다.
그는 '가시 반지’를 팔아 챕터 2의 'Snowgrave 루트’를 여는 데 중요한 역할을 하며, 챕터의 슈퍼보스인 Spamton NEO로도 등장한다. 이때 그는 Undertale의 Mettaton NEO를 닮은 고장 난 로봇 몸과 합쳐진 상태이다. 일반 루트에서도 특정 조건(그의 가게에서 KEYGEN을 구매하고, 여왕의 저택 지하에서 빈 디스크를 가져오는 것)을 충족하면 이 형태로 변신할 수 있다. 일반 루트에서 Spamton NEO를 물리친 후에는 그의 가게를 다시 방문해 그의 전 동료들과 대화할 수 있는데, 그들은 Spamton이 익명의 목소리와 통화하며 성공했으나, 그 목소리가 Jevil을 광기에 빠뜨린 인물과 동일한 존재로 추정되며 결국 일자리와 집, 정신을 잃었다고 설명한다.
Spamton의 능력으로는 광고와 돈을 쏘고, 작은 자신의 복제품을 소환하며, 자신의 크기를 키우는 것이 있다. Spamton NEO 상태에서는 레이저와 'Pipis’라는 파란 알 모양의 투사체(“침입성 민물조개”로 묘사됨)를 발사하고, 몸의 여러 부위를 변형시키는 능력을 가진다.
델타룬의 Snowgrave 루트에서 Spamton은 챕터 2의 최종 보스로 등장하며, 파티원이 없기 때문에 이 버전의 NEO 전투는 훨씬 어렵다.
또한 Spamton은 Fangamer가 주최하는 자선 이벤트인 Spamton Sweepstakes에서 실체 없이 등장하는 캐릭터로, 여기에는 A., B., Z.라는 중간 이니셜을 가진 세 가지 버전이 나타나며, 모두 Spamton G. Spamton의 추종자나 직원으로 보인다. Spamton은 이벤트 메인 페이지와 상품 설명의 내레이터 역할을 하지만 직접 모습을 드러내지는 않는다.

### 챕터 3

#### 테나
앤트 테나(Mr. Ant Tenna)는 제3장에서 등장하는 주요 적대 인물로, 게임쇼 진행자처럼 행동하는 의인화된 텔레비전이다. 그는 주인공 일행에게 다양한 미니게임을 제안하며 열정적인 태도를 보이지만, 오랫동안 사용되지 않아 외로움을 느끼는 존재로 묘사된다. 이후 어떤 강력한 인물에 의해 파괴되지만, 주인공이 그를 다시 다른 장소로 옮기면서 이후 장에서 재등장한다.

자, 지금부터 드디오 본편 시작입니다.

피처(Feacher)

당신 집에서 바로 출발

당신 집에서 바로 출발

그가, 바로 최고

오직 하나뿐인 왕중의 왕

신나고~ 절대 촌스럽지 않은 남자

달걀로는 따라할 수 없어

당신의 화면을 강타할 센세이션

당신을 소리 지르게 만들 쇼

자~ 여러분 함께

미스터 "앤트" 테나의 TV 타임— 델타룬 챕터 3 테나 등장 인트로

### 챕터 4

#### 포효하는 기사
《델타룬》에서 포효하는 기사(The Roaring Knight), 혹은 간단히 기사(Knight)는 전반적인 악역으로 등장한다. 챕터 1과 2 전반에 걸쳐, 왕(King), 여왕(Queen), 제빌(Jevil), 스팸튼(Spamton) 등 여러 인물들에게 언급되며 존재감을 드러낸다.
기사는 챕터 3의 마지막에 처음 모습을 드러내며, 테나(Tenna)를 파괴하고 주인공 일행과 전투를 벌인다. 일행은 언다인(Undyne)의 도움으로 위기를 모면하지만, 언다인은 기사에게 납치되어 마을 남쪽에 위치한 벙커로 끌려간다.
챕터 4에서 기사는 다시 등장하여 크리스(Kris)와 수지(Susie)의 공격을 막아낸다. 챕터 마지막에는 어둠의 세계(Dark World)에 또 다른 어둠의 샘(Dark Fountain)을 만들어내며, 이로 인해 생성된 거신(Titan)은 주인공 일행에 의해 쓰러진다.

## 반응
여러 게임 평론가들은 언더테일의 등장인물들을 단순히 유쾌한 캐릭터 이상으로 평가하였다. 이들은 인물들이 진솔하고 감정적으로도 깊이 있는 존재로 느껴졌으며, 플레이어로 하여금 애정을 갖게 만든다고 평했다. 특히 한 평론가는 게임의 도덕적 선택 구조가 자신의 양심에 영향을 줄 정도로 몰입감이 있었으며, 모든 콘텐츠를 보기 위해 비도덕적인 선택을 했을 때 죄책감을 느꼈다고 전했다.
또 다른 평론가는 RPG 기준에서 등장인물들이 예상외로 다층적인 면모를 지니고 있으며, 각 인물이 나름의 과거와 후회를 안고 살아가는 점이 인상적이라고 평가했다. 게임 내 세계와 캐릭터들의 반응성이 높아, 시간을 들여 인물을 접할수록 더욱 현실감 있게 다가온다는 점도 강조되었다.
한편, 일부 평자는 등장인물들이 신뢰하기 어려운 인상으로 등장해, 게임 전반에 불안감을 조성한다고 지적했다. 겉보기에는 무해해 보이던 캐릭터가 돌변하거나, 이름 없는 인물들조차도 깊은 허무주의적 성향을 보이는 등, 불안정한 분위기가 이어지지만, 그럼에도 불구하고 이들은 오랜 시간 동안 가장 애정이 가는 등장인물로 남았다고 밝혔다.

## 같이 보기
- 언더테일
- 언더테일의 OST
- 델타룬
- 토비 폭스